# Northern Lights (Buckethead)
Northern Lights è il centoventiquattresimo album in studio del chitarrista statunitense Buckethead, pubblicato il 28 novembre 2014 dalla Hatboxghost Music.

## Descrizione
Novantacinquesimo disco appartenente alla serie "Buckethead Pikes", l'uscita di Northern Lights è avvenuta dopo appena un giorno dalla pubblicazione del precedente Magic Lantern. Si tratta inoltre dell'ultimo dei quattro album pubblicati dal chitarrista durante il mese di novembre 2014.

## Tracce
Musiche di Buckethead.
1. Northern Lights – 14:20
2. Flare – 14:22

## Formazione
- Buckethead – chitarra, basso, programmazione